# Río Rega
El río Rega es un río en Polonia, con una longitud de 168 km. Las ciudades más importantes que hallan a su paso son: Łobez, Trzebiatów y Gryfice.
- Datos: Q504582
- Multimedia: Rega / Q504582